# کلاورتون، چشر
کلاورتون (به انگلیسی: Claverton) یک روستا در بریتانیا است که در Eaton and Eccleston واقع شده‌است. کلاورتون ۷ نفر جمعیت دارد.